# Udhailiya
Udhailiya est un compound (quartier résidentiel sécurisé) situé à 150 km au sud de Dammam, dans la province orientale d'ach-Charqiya en Arabie saoudite. Il compte environ 1 350 résidents.
Un important gisement pétrolier est situé près du village.
L'aéroport d'Udhailiya dessert la ville.